# Praia da Tupi

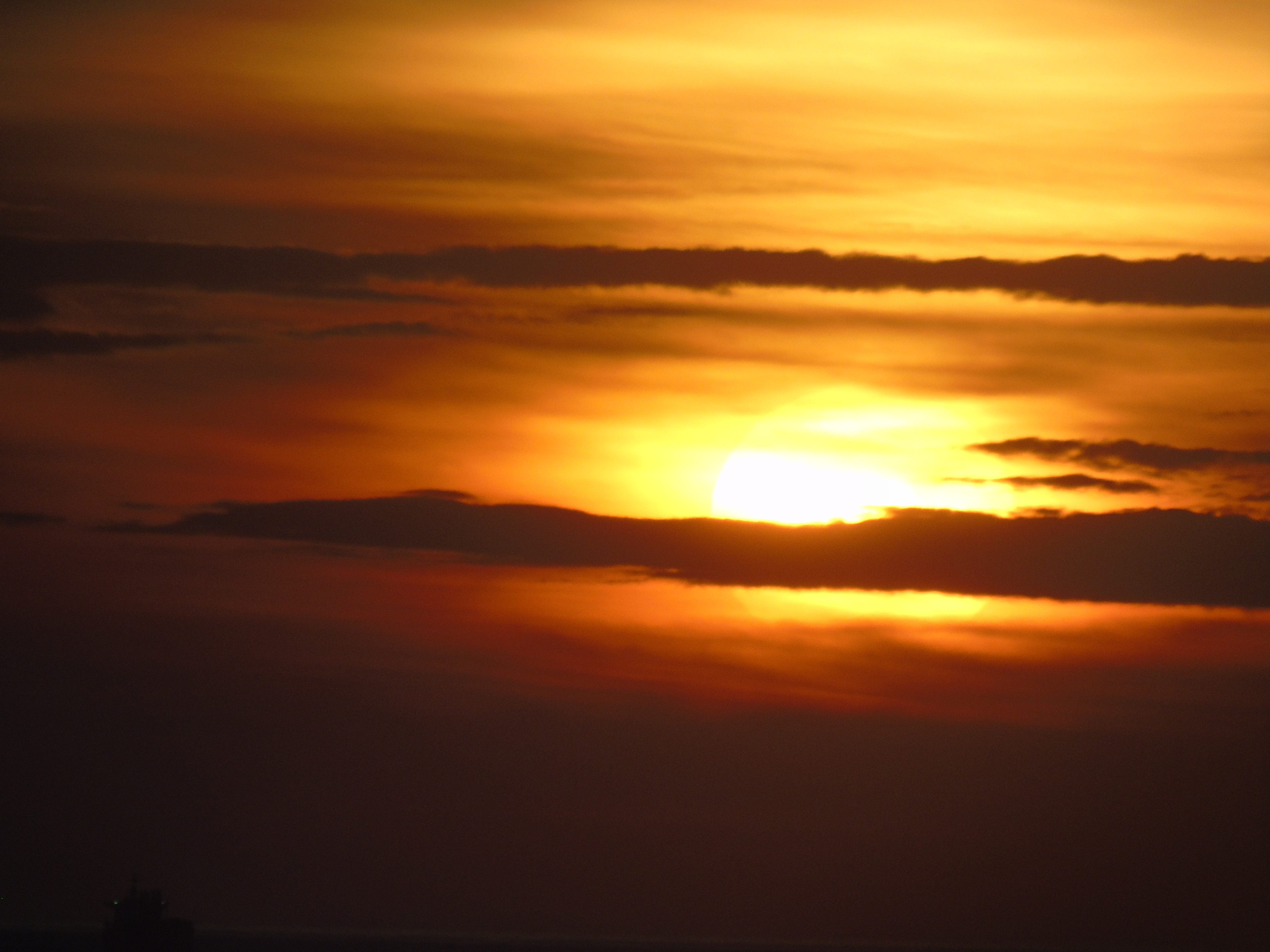
Nascer do sol visto de toda a Praia da Tupi no verão.

A Praia Tupi é uma praia de Praia Grande-SP. Possui areia amarelada e mar azul, é uma das praias menos lotadas da cidade e uma das mais procuradas por surfistas.
A Praia Tupi conta com serviços de salva vidas, restaurantes, hoteis, quiosques, câmeras de segurança em todos os postes do calçadão com imagens diretamente ligadas ao Centro de Monitoramento da Polícia Militar e Civil da Cidade. .
A Praia Tupi é uma das praias mais limpas de Praia Grande devido ao Emissário Submarino Tupi instalado na orla. O bairro Vila Tupi é um dos mais valorizados atualmente, seus moradores são residentes fixos da cidade, muito urbanizado com todos os tipos de comércio perto da orla. Durante todo o ano a praia é o Paraíso dos Surfistas amadores e profissionais. Devido ao boom imobiliário, o bairro foi reestruturado com prédios de alto padrão mudando positivamente a vista da orla. Ao lado do emissário foi inaugurado um local para terceira idade realizar exercícios mantendo a alta qualidade de vida presente na cidade. Foi inaugurado em Janeiro/2016 o Centro de Vivência Tupi e a Creche dos idosos onde a terceira idade é tratada com dignidade e respeito, tendo várias atividades ao longo do dia voltada a este público gratuitamente. 